# 萊昂斯 (喬治亞州)
萊昂斯（英語：Lyons）是一個位於美國喬治亞州圖姆斯縣的城市。根據2010年美國人口普查，該地人口為4367人，而該地的面積約為19.50平方千米。同時該地也是圖姆斯縣的縣治。

## 地理
萊昂斯的座標為32°12′15″N 82°19′22″W / 32.20417°N 82.32278°W，而該地的平均海拔高度為73米（即240英尺）。